# Manuel Ier du Kongo
Manuel Ier Alphonse (mort en 1693 ; Nzinga a Nlenke ou Elenke en kikongo et D. Manuel Afonso en portugais) est un roi à Kibangu de 1685/1690 à 1690, prétendant au titre de Manikongo du royaume du Kongo (1691-1692), « roi » à Ngombe (1692-1693).

## Origine
Nzinga a Nlenke du Kanda Kimpanzu, succède en 1685 ou en 1690 au roi André Ier du Kongo sous le nom de Manuel Ier Alphonse du Kongo dans le montage de Kibangu. Son accession au trône est contestée par deux frères, fils d'un précédent roi à Kibangu Sébastien Ier du Kanda Nlanza et issus de son union avec une épouse du clan Mpanzu qui forme le nouveau Kanda Agua Rosada : Nimi a Mvemba Alvaro Afonso Agua Rosada et Nusama a Mvemba.
Pedro Afonso Agua Rosada.
Manuel Ier attaqua D. Alvaro Agua Rosada et son frère D. Pedro, mais vaincu, il s'enfuit au Soyo. Son adversaire est proclamé roi à Kibangu sous le nom de Alvare X, mais le comte de Soyo fait reconnaître Manuel par plusieurs potentats et le proclame roi légitime à São Salvador. Manuel Ier, ne se sentant pas en sûreté dans l'ancienne capitale, se retire à Nkondo, au-delà de l'Ambriz.
Au mois d'août 1691, João Baretto da Silva, comte de Soyo (1691-1697) envoie une armée pour le soutenir. Fin 1691 Manuel Alphonse et ses alliés du Soyo envahissent Nkondo et chasse la reine Ana Afonso de Leão. Pedro Valle de Lagrimas, duc de Mbamba neveu de la reine se porte à son secours mais il est défait en mai 1692.
Manuel Ier Alphonse attribue alors le duché de Mbamba à son cousin Alexio et le marquisat de Wembo à Pedro Constantino da Silva dit Kibenga (i.e le valeureux). Bientôt, Don Alexio, duc de Mbamba, et Don Petro Constantino, qui avaient contribué à son élection, complotent contre leur bienfaiteur. Ils déclarent la guerre à Manuel Ier Alphonse et le tuent dans un combat le 23 septembre 1693. Ils envoient sa tête coupée et les insignes de la royauté que Manuel Ier détenait à Alvare X du Kongo.

## Sources
- (pt) Fernando Campos « O rei D. Pedro IV Ne Nsamu a Mbemba. A unidade do Congo », dans Africa. Revista do centro de Estudos Africanos, USP S. Paulo 18-19 (1) 1995/1996 p. 169-171 & USP S. Paulo 20-21 1997/1998 p. 305.
- (en) John K. Thornton, The Kongolese Saint Anthonty: Dona Beatriz Kimpa Vita and the Antonian Movement, 1684–1706, Cambridge, Cambridge University Press, 1998, p. 20,21,25,26,39,41,44,68-69
- (en) John K. Thornton « The Kingdom of Kongo, ca. 1390-1678. The Development of an African Social Formation ». dans: Cahiers d'études africaines. Vol. 22 N°87-88, systèmes étatiques africains.